# Prometheus: The Discipline of Fire & Demise
Albums de Emperor
Emperial Live Ceremony
(2000) Scattered Ashes: A Decade of Emperial Wrath
(2003)
Prometheus: The Discipline of Fire & Demise est le quatrième et dernier album studio du groupe de black metal symphonique norvégien Emperor. L'album est sorti le 21 octobre 2001 sous le label Nuclear Blast Records.
L'album a été nommé au Grammy Award norvégien comme meilleur album de metal de l'année 2001.
Cet album possède une approche beaucoup plus technique que les autres albums de Emperor.
Une vidéo a été tournée pour le titre « Empty », qui a été mise sur internet le 8 octobre 2001.

## Musiciens
- Ihsahn – chant, guitare, basse, synthetiseur
- Samoth – guitare
- Trym – batterie

## Liste des morceaux
1. The Eruption 6:28
2. Depraved 6:32
3. Empty 4:16
4. The Prophet 5:41
5. The Tongue of Fire 7:10
6. In the Wordless Chamber 5:12
7. Grey 5:05
8. He Who Sought the Fire 5:28
9. Thorns on My Grave 5:55